# NGC 5523
NGC 5523 (również PGC 50895 lub UGC 9119) – galaktyka spiralna (Sc), znajdująca się w gwiazdozbiorze Wolarza. Odkrył ją William Herschel 19 maja 1784 roku.